# Richard von Passau
Richard (* ?; † 902) war von 899 bis 902 der 13. Bischof von Passau.
Richard war vielleicht Kustos König Arnulfs und Abt des Königsklosters Metten.
Ein erneuter Versuch Roms, über die Köpfe der baierischen Bischöfe hinweg eine selbständige mährische Kirche wiederherzustellen, veranlasste Richard, im Namen seiner baierischen Amtskollegen mit Rom Verhandlungen aufzunehmen.
In der Folge trat an die Stelle der mährisch-slawischen nun die ungarische Gefahr, nicht nur für das Bistum Passau, sondern für ganz Baiern. Im Jahre 900 erlebte das östliche Baiern einen verwüstenden Einbruch der Ungarn über der Enns. Richard versuchte zusammen mit Markgraf Luitpold der Ungarngefahr durch Erbauung der Ennsburg bei Linz zu begegnen. Richards Tod am 16. September 902 ersparte dem Bischof die kommende furchtbare Heimsuchung des Bistums.